# Trineuragrion percostale
Trineuragrion percostale är en trollsländeart som beskrevs av Friedrich Ris 1915. Trineuragrion percostale ingår i släktet Trineuragrion och familjen Megapodagrionidae. IUCN kategoriserar arten globalt som livskraftig. Inga underarter finns listade i Catalogue of Life.